# Черникский монастырь
Черникский монастырь (рум. Mănăstirea Cernica) — православный мужской монастырь Румынской православной церкви, расположенный в городе Пантелимоне в жудеце Илфов на границе с коммуной Черника в Румынии. Монастырь включён в список исторических памятников Румынии.

## История
Монастырь был основан в 1608 году в период правления Раду Шербана и Михая Храброго.
Кафоликон монастыря посвящён святителю Николаю Чудотворцу. В 1802 году церковь пострадала от землетрясения и была восстановлена в период с 1809 по 1815 год трудами архимандрита Тимофея. В 1838 году во время землетрясения обрушился купол храма. В 1923 году собор пострадал от пожара. В 1925 году храм был капитально отреставрирован.
Другой монастырский храм был построен Даном Брашовяну (рум. Dan Brașoveanu) в XVIII веке и освящён в честь Георгия Победоносца. В 1962—1964 годах церковь была полностью перестроена. После землетрясения 4 марта 1977 года церковь была повторно укреплена.
В 1804 году на монастырском кладбище архимандритом Георгием была построена небольшая церковь, освящённая в честь Лазаря Четверодневного.
В 1790 году была построена часовня в честь Успения Пресвятой Богородицы, в 1842 году — Иоанновская часовня и часовня Введения во храм Пресвятой Богородицы.
С 1900 по 1904 год монахом монастыря был румынский поэт Тудор Аргези. При монастыре действует духовная семинария, носящая имя её многолетнего ректора епископа Кесария (Пэунеску).
На кладбище обители упокоились многие духовные деятели — митрополит Гурий (Гросу), митрополит Нифон (Русайлэ), митрополит Нифон (Кривяну), епископ Вениамин (Почитан), богословы Думитру Стэнилоаэ, Гала Галактион; деятели культуры Румынии — художник Ион Тукулеску, актриса Стела Попеску, кинорежиссёр Джо Сайзеску, журналист П. Н. Халиппа и другие.
Румынским художником Савой Хенцией в 1900 году были написаны портреты основателей обители.

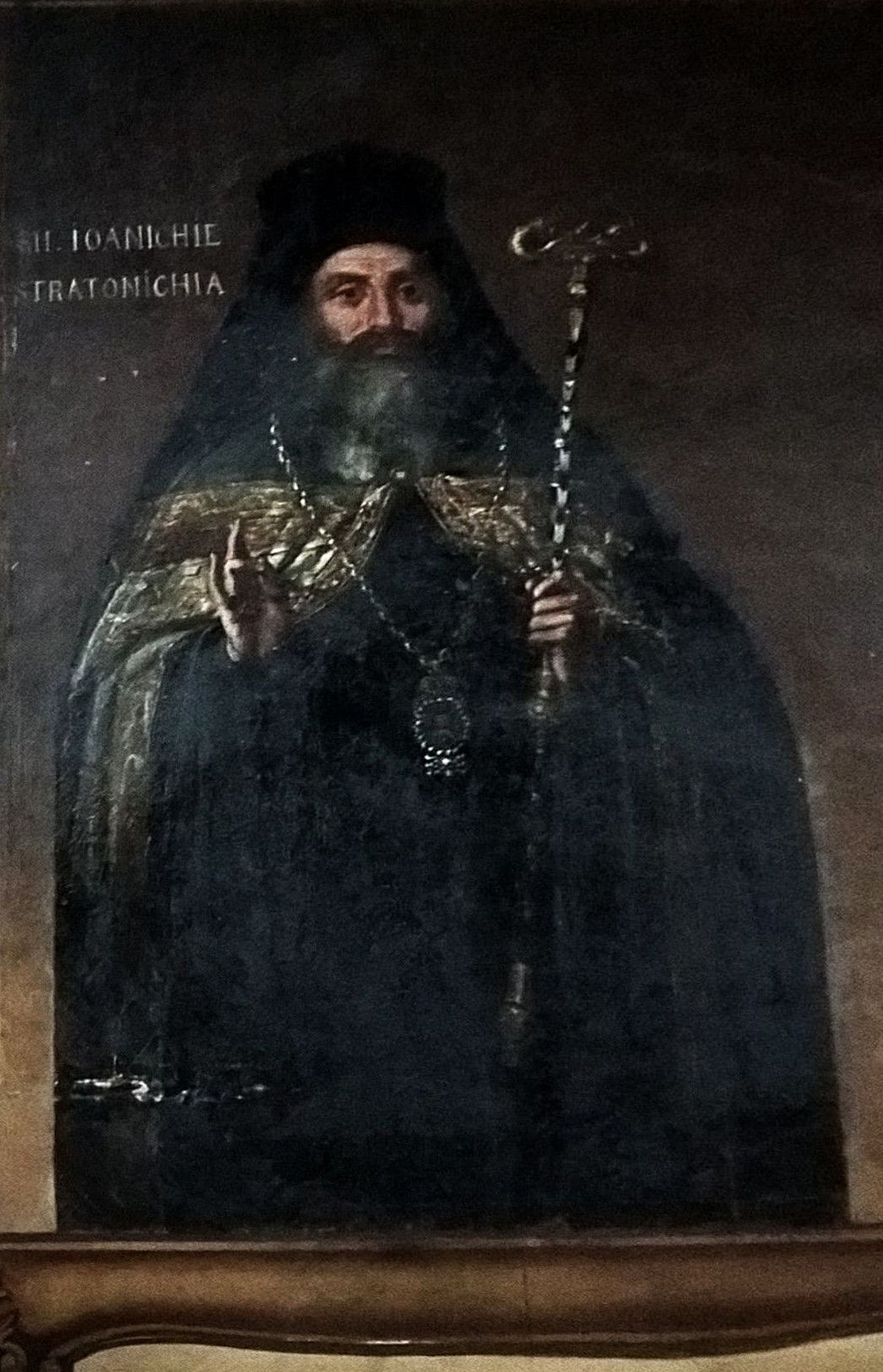
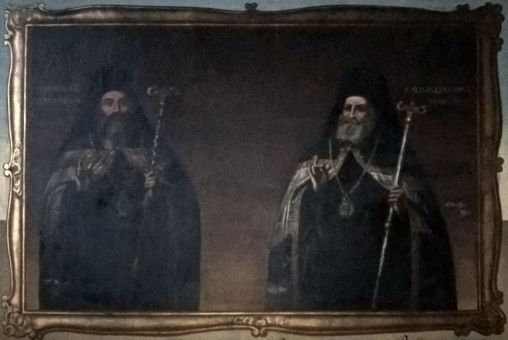
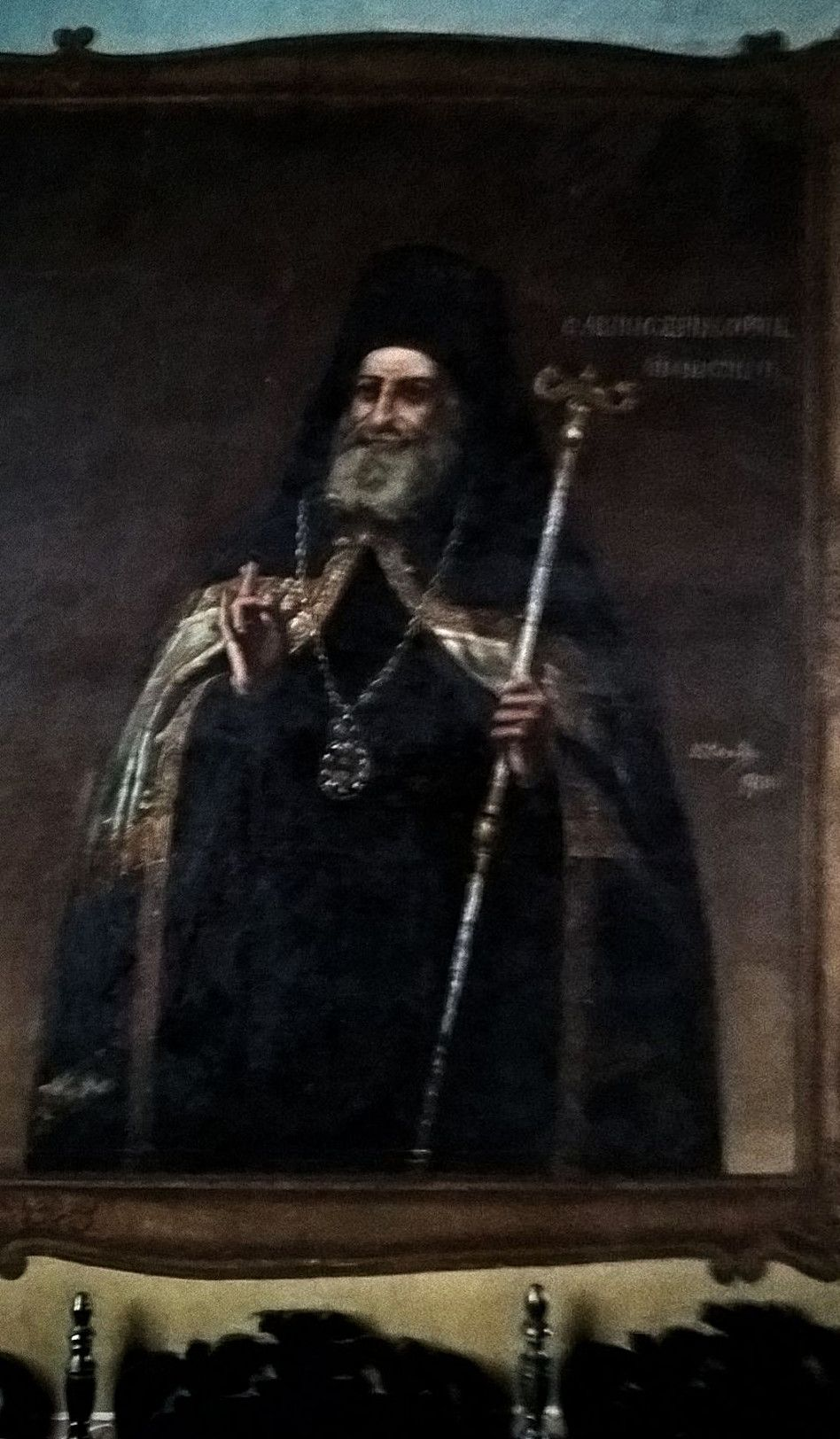

## Настоятели
- Афанасий (Динкэ) (1941—1943)

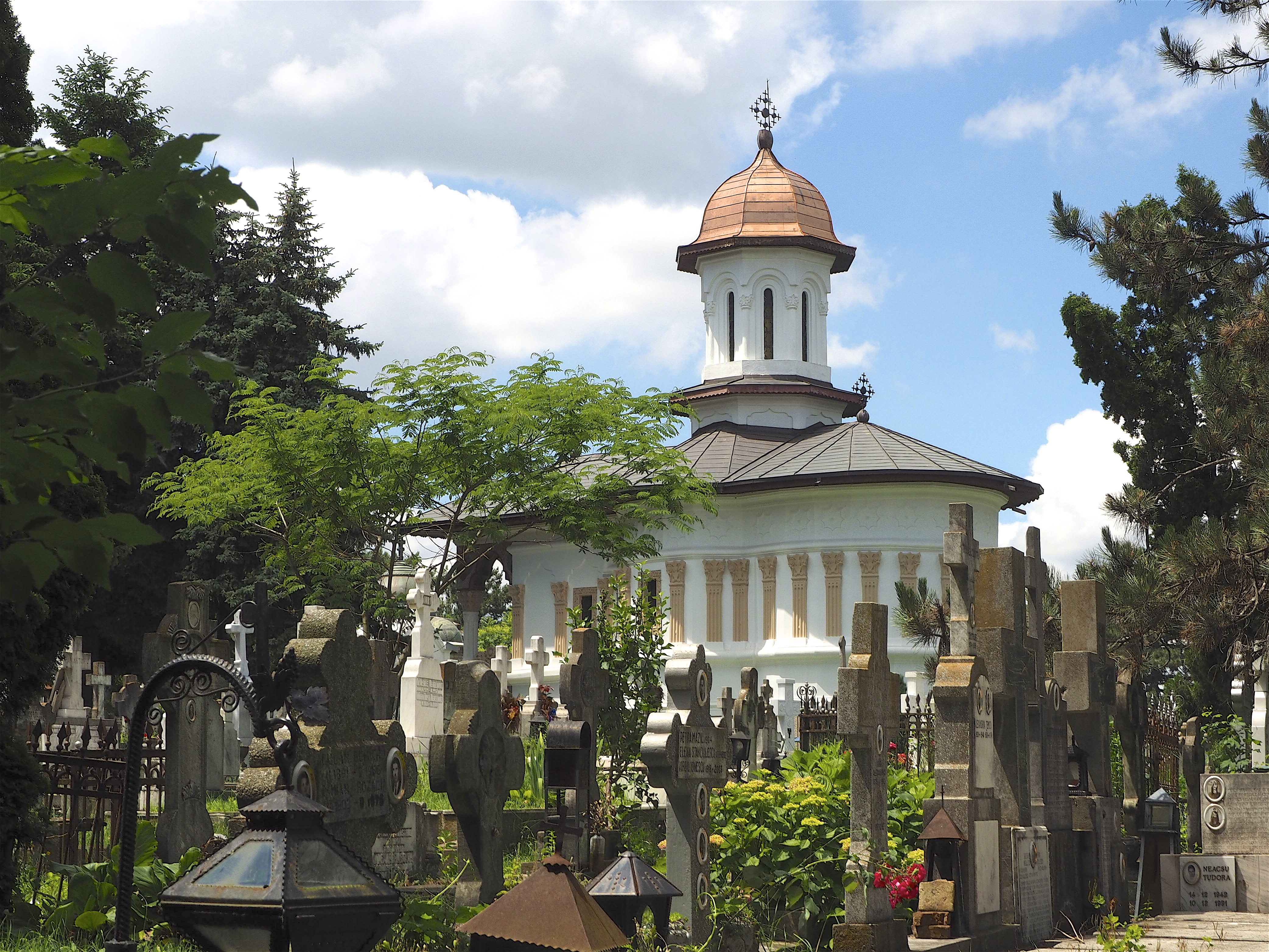

- Емилиан (Антал) (июнь 1944 — март 1945)
- Ефрем (Енэкеску) (1947—1952)
- Афанасий (Гладковский) (1952—1959)
- Роман (Станчу) (1959—1973)
- Нифон (Бэрберу) (1973—1981)
- Каллиник (Аргату) (1 марта 1981—1985)
- Феофил (Панаит) (1986—1990)
- Дорофей (Тудораке) (1990—1994)
- Климент (Попеску) (1994—2001)
- Макарий (Чолан) (2001—2010)
- Максим (Бэдою) (2010—2019)
- Василий (Пэрхол) (с 2019)